# Олександрівська міська рада
Олекса́ндрівська міська́ ра́да — орган місцевого самоврядування у складі Артемівського району Луганської міської ради Луганської області. Адміністративний центр — місто Олександрівськ.

## Загальні відомості
- Олександрівська міська рада утворена в 1961 році.
- Територія ради: 3,78 км²
- Населення ради: 10 329 осіб (станом на 2001 рік)
- Територією ради протікає річка Лугань.

## Населені пункти
Міській раді підпорядковані населені пункти:
- м. Олександрівськ
- с-ще Дзержинське
- с-ще Тепличне

## Склад ради
Рада складається з 30 депутатів та голови.
- Голова ради: Греков Микола Олександрович
- Секретар ради: Кочарян Анаит Сосевна

### Керівний склад попередніх скликань
| ПІБ                            | Основні відомості                                                       | Дата обрання | Дата звільнення |
| ------------------------------ | ----------------------------------------------------------------------- | ------------ | --------------- |
| Марінченко Нелля Володимирівна | Міський голова, 1958 року народження, член Партії регіонів              | 26.03.2006   | 17.12.2008      |
| Греков Микола Олександрович    | Міський голова, 1970 року народження, освіта вища, член Партії регіонів | 31.10.2010   |                 |

Примітка: таблиця складена за даними джерела

### Депутати
За результатами місцевих виборів 2010 року депутатами ради стали:

#### За суб'єктами висування
| Суб'єкт висування             | Кількість обраних депутатів | %    |
| ----------------------------- | --------------------------- | ---- |
| Партія регіонів               | 26                          | 86,7 |
| Комуністична партія України   | 3                           | 10   |
| Політична партія «Фронт Змін» | 1                           | 3,3  |

#### За округами
| № округу                      | Прізвище, ім'я, по батькові        | Дата визнання обраним | Освіта                    | Партійна приналежність              | Відомості про обраного депутата                                                                                         |
| ----------------------------- | ---------------------------------- | --------------------- | ------------------------- | ----------------------------------- | --- |
| Комуністична партія України   |                                    |                       |                           |                                     | |
| б/м                           | Стрельцов Микола Федорович         | 02.11.2010            | Освіта вища               | член Комуністичної партії України   | приватний підприємець                                                                                                   |
| б/м                           | Нечаєв Сергій Юрійович             | 02.11.2010            | Освіта вища               | член Комуністичної партії України   | міська лікарня № 4, кіревник відділу                                                                                    |
| б/м                           | Прокопенко Володимир Олександрович | 02.11.2010            | Освіта вища               | позапартійний                       | ВАТ «Агробуд», голова правління                                                                                         |
| Партія регіонів               |                                    |                       |                           |                                     | |
| б/м                           | Лобов Яків Васильович              | 02.11.2010            | Освіта вища               | позапартійний                       | Свято-Вознесенський собор, настоятель                                                                                   |
| б/м                           | Калашніков Юрій Якович             | 02.11.2010            | Освіта вища               | член Партії регіонів                | Комунальний заклад «Луганська середня загальна освітня школа I-III ст. № 32», директор                                  |
| б/м                           | Кочарян Анаіт Сосівна              | 02.11.2010            | Освіта вища               | член Партії регіонів                | приватний підприємець «Кочарян», директор                                                                               |
| б/м                           | Терлецький Максим Віталійович      | 02.11.2010            | Освіта вища               | член Партії регіонів                | приватний підприємець, магазин сел. Тепличне, директор                                                                  |
| б/м                           | Крімерман Олександр Михайлович     | 02.11.2010            | Освіта вища               | член Партії регіонів                | ВАТ «Луганський електроапаратний завод», заступник голови ради спостерігачів                                            |
| б/м                           | Попов Сергій Миколайович           | 02.11.2010            | Освіта вища               | член Партії регіонів                | Привітний підприємець «Попов», директор                                                                                 |
| б/м                           | Снєжко Ніна Вікторівна             | 02.11.2010            | Освіта вища               | член Партії регіонів                | Підприємство «Сприяння Плюс», офіс-менеджер                                                                             |
| б/м                           | Резнік Вадим Олександрович         | 02.11.2010            | Освіта вища               | член Партії регіонів                | Артемівська районна у м. Луганську рада, заступник голови                                                               |
| б/м                           | Корюкін Віталій Миколайович        | 02.11.2010            | Освіта середня спеціальна | член Партії регіонів                | приватний підприємець «Агентство Н» м. Олександр івськ, директор                                                        |
| б/м                           | Сільченко Ольга Анатоліївна        | 02.11.2010            | Освіта вища               | член Партії регіонів                | Комунальний заклад «Луганська середня загальна освітня школа I-III ст. № 67», педагог- організатор, вчитель інформатики |
| б/м                           | Юр'єва Нелля Василівна             | 02.11.2010            | Освіта вища               | член Партії регіонів                | Привітний підприємець «Юр'єва», директор                                                                                |
| б/м                           | Манучарян Юрій Гургенович          | 23.02.2011            | Освіта середня спеціальна | член Партії регіонів                | приватний підприємець «Манучарян», директор                                                                             |
| 1                             | Артьомов Сергій Валентинович       | 02.11.2010            | Освіта середня спеціальна | член Партії регіонів                | тимчасово не працює |
| 2                             | Ковальова Наталія Петрівна         | 02.11.2010            | Освіта вища               | член Партії регіонів                | Комунальний заклад «Луганська середня загальна освітня школа I-III ст. № 37», вчительматематики                         |
| 3                             | Черепенін Олексій Іларіонович      | 02.11.2010            | Освіта вища               | член Партії регіонів                | Державне підприємство "Держенергонагляд"у Донбаському регіоні, старший інспектор з енергетичного нагляду                |
| 4                             | Глущенко Галина Миколаївна         | 02.11.2010            | Освіта вища               | член Партії регіонів                | приватне підприємство, директор                                                                                         |
| 5                             | Ключник Сергій Данилович           | 02.11.2010            | Освіта середня спеціальна | член Партії регіонів                | пенсіонер |
| 6                             | Назаренко Віра Іванівна            | 02.11.2010            | Освіта середня спеціальна | член Партії регіонів                | Олександрівська міська рада, спеціаліст 1 категорії                                                                     |
| 7                             | Іващенко Антоніна Олександрівна    | 02.11.2010            | Освіта середня спеціальна | член Партії регіонів                | ТОВ «Тепличне», заправщик обліковець                                                                                    |
| 8                             | Болгова Тамара Олексіївна          | 02.11.2010            | Освіта вища               | член Партії регіонів                | Комунальний заклад «Луганська середня загальна освітня школа I-III ст. № 67», вчитель математики                        |
| 9                             | Бакланова Марина Анатоліївна       | 02.11.2010            | Освіта вища               | член Партії регіонів                | Коммуналь-ний заклад Дитячій садок № 3, завідувачка                                                                     |
| 10                            | Солодченко Тетяна Володимирівна    | 02.11.2010            | Освіта вища               | член Партії регіонів                | ТОВ «Янтар», директор                                                                                                   |
| 11                            | Татаренко Людмила Миколаївна       | 02.11.2010            | Освіта вища               | член Партії регіонів                | Олександрівська міська багатопрофільна лікарня, лікар                                                                   |
| 12                            | Верченко Олена Михайлівна          | 02.11.2010            | Освіта вища               | член Партії регіонів                | Олександрівська міська багато профільна лікарня, лаборант рентгенкабінету                                               |
| 13                            | Рачковський Дмитро Євгенійович     | 02.11.2010            | Освіта вища               | член Партії регіонів                | приватний підприємець, «Комплекс побутового обслуговування», директор                                                   |
| 14                            | Буткова Зінаїда Миколаївна         | 02.11.2010            | Освіта вища               | член Партії регіонів                | Комунальний заклад дитячий садок «Казка», завідувачка                                                                   |
| Політична партія «Фронт Змін» |                                    |                       |                           |                                     | |
| 15                            | Гуменюк Ігор Геннадійович          | 02.11.2010            | Освіта середня            | член Політичної партії «Фронт Змін» | ЛОО Суспільна служба правової допомоги, керівник громадської приймальні                                                 |